# Lepidaploa purpurata
Lepidaploa purpurata là một loài thực vật có hoa trong họ Cúc. Loài này được (Gleason) H.Rob. mô tả khoa học đầu tiên năm 1990.